# ورمیلیون (ایلینوی)
ورمیلیون، ایلینوی (به انگلیسی: Vermilion, Illinois) یک منطقهٔ مسکونی در ایالات متحده آمریکا است که در Edgar County واقع شده‌است.

## خصوصیات
ورمیلیون ۲۲۵ نفر جمعیت دارد و ۲۰۵ متر بالاتر از سطح دریا واقع شده‌است.